# Obština Chajredin
Obština Chajredin (bulharsky Община Хайредин) je bulharská jednotka územní samosprávy ve Vracké oblasti. Leží v severozápadním Bulharsku v Dolnodunajské nížině. Sídlem obštiny je ves Chajredin, kromě ní zahrnuje obština 5 vesnic. Žije zde přibližně 5 tisíc obyvatel.

## Sídla
- Bărzina[p 1]
- Botevo
- Chajredin (sídlo správy)
- Manastirište[p 1]
- Michajlovo[p 1]
- Rogozen[p 1]

## Sousední obštiny
| Růžice kompasu | Vălčedrăm  | Kozloduj          | Mizija        | Růžice kompasu |
| Růžice kompasu | Bojčinovci | Sever             | Bjala Slatina | Růžice kompasu |
| Růžice kompasu | Bojčinovci | Obština Chajredin | Bjala Slatina | Růžice kompasu |
| Růžice kompasu | Bojčinovci | Jih               | Bjala Slatina | Růžice kompasu |
| Růžice kompasu | Krivodol   | Borovan           |               | Růžice kompasu |

## Obyvatelstvo
K 15. prosinci 2024 v obštině žilo 5 561 obyvatel a bylo zde trvale hlášeno 5 278 obyvatel. Podle sčítání 7. září 2021 bylo národnostní složení následující:
- Bulhaři: 3 223 (83.6 %)
- Romové: 600 (15.6 %)
- Turci: 3 (0.1 %)
- ostatní[p 3]: 27 (0.7 %)

V období 2011 až 2021 v obštině ubylo 1 047 obyvatel.